# Bitva u Stirlingského mostu
Bitva u Stirlingského mostu (skotskou gaelštinou Blàr Drochaid Shruighlea) bylo střetnutí v první válce Skotů za nezávislost. Dne 11. září 1297 porazilo skotské vojsko vedené baronem Andrewem de Morayem a sirem Williamem Wallacem u města Stirlingu na řece Forth anglickou armádu, jíž veleli John de Warenne, 6. earl ze Surrey, a Hugh de Cressingham.

## Pozadí
Roku 1296 porazil 6. hrabě ze Surrey John de Warenne v čele anglické armády krále Eduarda I. skotské vojsko Jana I. vedené hrabětem z Buchanu Johnem Comynem v Bitvě u Dunbaru. Skotský král Jan se vzdal anglickému králi Eduardovi a 10. července 1296 abdikoval.  Skotská šlechta byla donucena uznat Eduarda jako svého nejvyššího pána. Baron Andrew de Moray rozpoutal v roce 1297 v severním Skotsku povstání a do konce léta ovládl hrad Urquhart jihozápadně od Inverness, poté samotné město Inverness a města Elgin, Banff a Aberdeen. Sir William Wallace se k němu připojil v září u města Dundee a společně pochodovali na Stirling. Město Stirling bylo podle skotského spisovatele Stuarta Reida „tradičně považováno za klíč ke Skotsku“.  Vojsko hraběte ze Surrey se mezitím v červenci spojilo s oddíly sira Cressinghama a jejich spojená armáda dorazila ke Stirlingu 9. září 1297. V té době už Morayovo a Wallaceovo vojsko obsadilo vrch Abbey Craig nad Stirlingem.

## Hlavní bitva

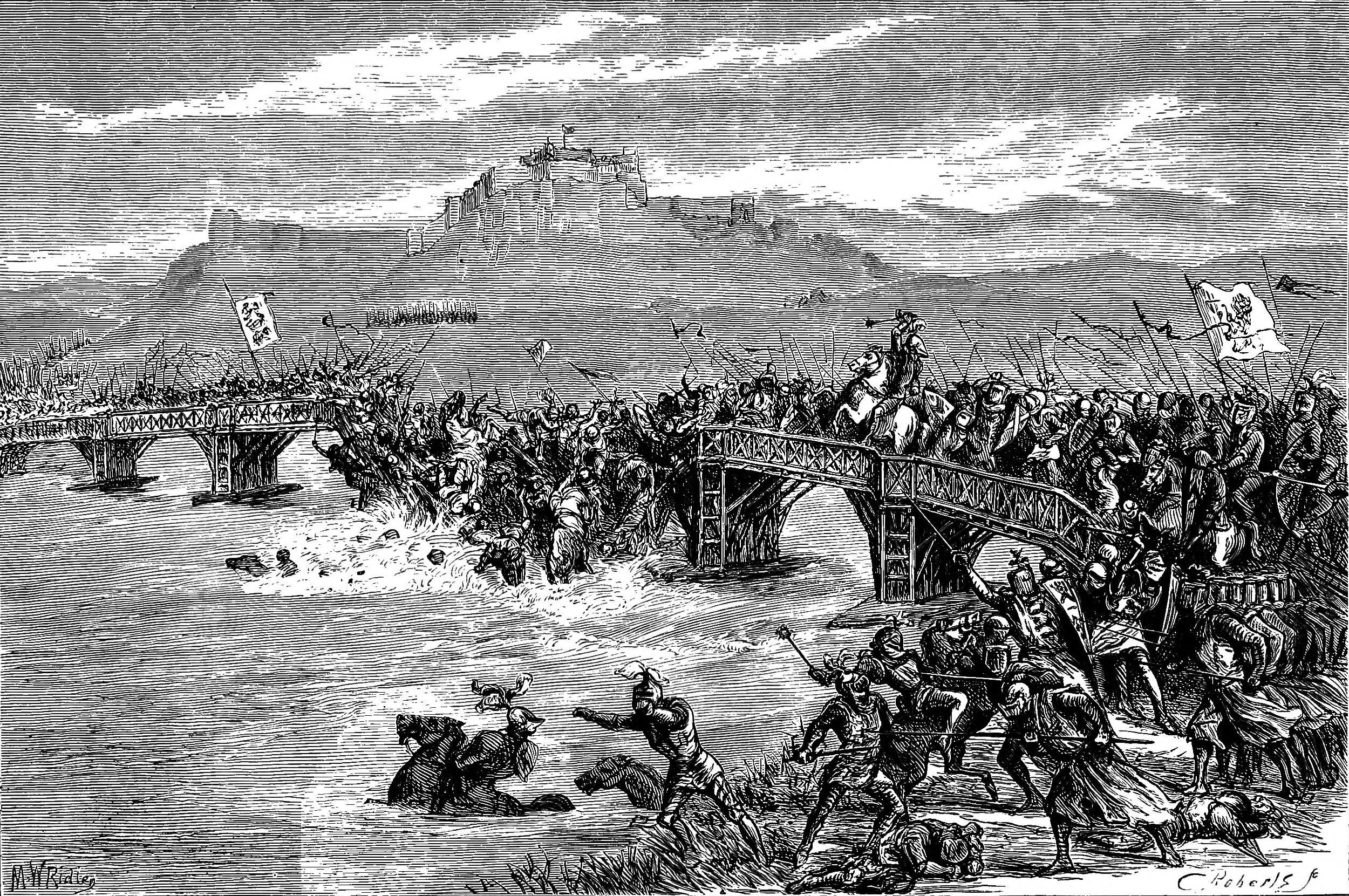
Viktoriánské zobrazení bitvy. Zhroucení mostu odpovídá jedné z lidových verzí této historické události.

Hraběte ze Surrey znepokojoval počet Skotů, kteří stáli proti nim. Od anglické armády je oddělovala meandrující řeka Forth a za ní cesta vedoucí přes hráz, louky a pole od severního konce úzkého dřevěného mostu přes řeku pod hradem Stirling až ke svahům Abbey Craig. Surrey usoudil, že kdyby se teď pokusil přemístit své hlavní síly na druhý břeh, dostal by se do zřejmé taktické nevýhody. Odložil proto přechod řeky o několik dní, aby umožnil jednání a průzkum oblasti. Dne 11. září vyslal de Warenne Nejvyššího hofmistra skotského království Jamese Stewarta spolu se dvěma dominikánskými mnichy jako vyslance ke skotskému velení. Podle anglického řeholního kanovníka a kronikáře Waltera z Guisboroughu Wallace údajně odpověděl: „Nejsme tu proto, abychom uzavírali mír, ale abychom se bránili a bojovali za osvobození našeho království. Ať přijdou, a my jim to dokážeme.“
Skotové, utáboření na jižním svahu vrchu Abbey Craig, ovládali podmáčený plochý terén severně od řeky. Anglické vojsko tvořené anglickými, velšskými a skotskými rytíři, lučištníky a pěšáky tábořilo jižně od řeky. Skotský rytíř sir Richard Lundie, který se po takzvané irvinské kapitulaci připojil k Angličanům, se nabídl, že obklíčí nepřítele tak, že převede jízdu přes brod, který ležel asi 3 km proti proudu, a přes který mohlo současně přejet šedesát jezdců. Pokladník krále Eduarda Hugh de Cressingham však přesvědčil hraběte ze Surrey, aby jeho nabídku odmítl a nařídil místo toho přímý útok přes most.
Malý most byl tak úzký, že po něm mohli přejet jen dva jezdci vedle sebe, nabízel však nejbezpečnější způsob překonání řeky Forth, která se směrem na východ rozšiřuje, a směrem na západ se rozkládají bažiny Flanders Moss. Skotové vyčkávali, až angličtí rytíři a pěchota pod vedením Hugha de Cressinghama, sira Marmadukea Thwenga, 1. barona  Thwenga, a sira Richarda Waldegravea začnou po ránu 11. září se svým pomalým postupem přes most. Než by celá anglická armáda přešla na druhý břeh, trvalo by to několik hodin.
Jak stojí psáno v Kronice Waltera z Guisboroughu, William Wallace a Andrew Moray čekali, „až na druhý břeh přejde tolik nepřátel, kolik věřili, že dokážou zdolat“. Jakmile po mostě přešel patřičný počet mužů (asi něco kolem 2000), zaveleli k útoku. Skotští kopiníci se rychle přesunuli z výšin dolů a v první fázi odrazili útok anglické těžké jízdy. Poté přešli do protiútoku, jímž zmařili útok anglické pěchoty. Podařilo se jim získat kontrolu nad východní stranou mostu a odřízli tak anglickým posilám možnost po něm přejít. Angličané tak byli chyceni do pasti tvořené v nivě řeky Forth smyčkou jejího meandru bez šance na příchod posil nebo na ústup. Většina Angličanů, kteří se, přečísleni, nacházeli na východní straně, byla pravděpodobně zabita. Několik stovek se jich možná zachránilo tím, že přeplavali přes řeku zpátky. Sir Marmaduke Thweng se s několika svými muži dokázal probít zpět přes most.

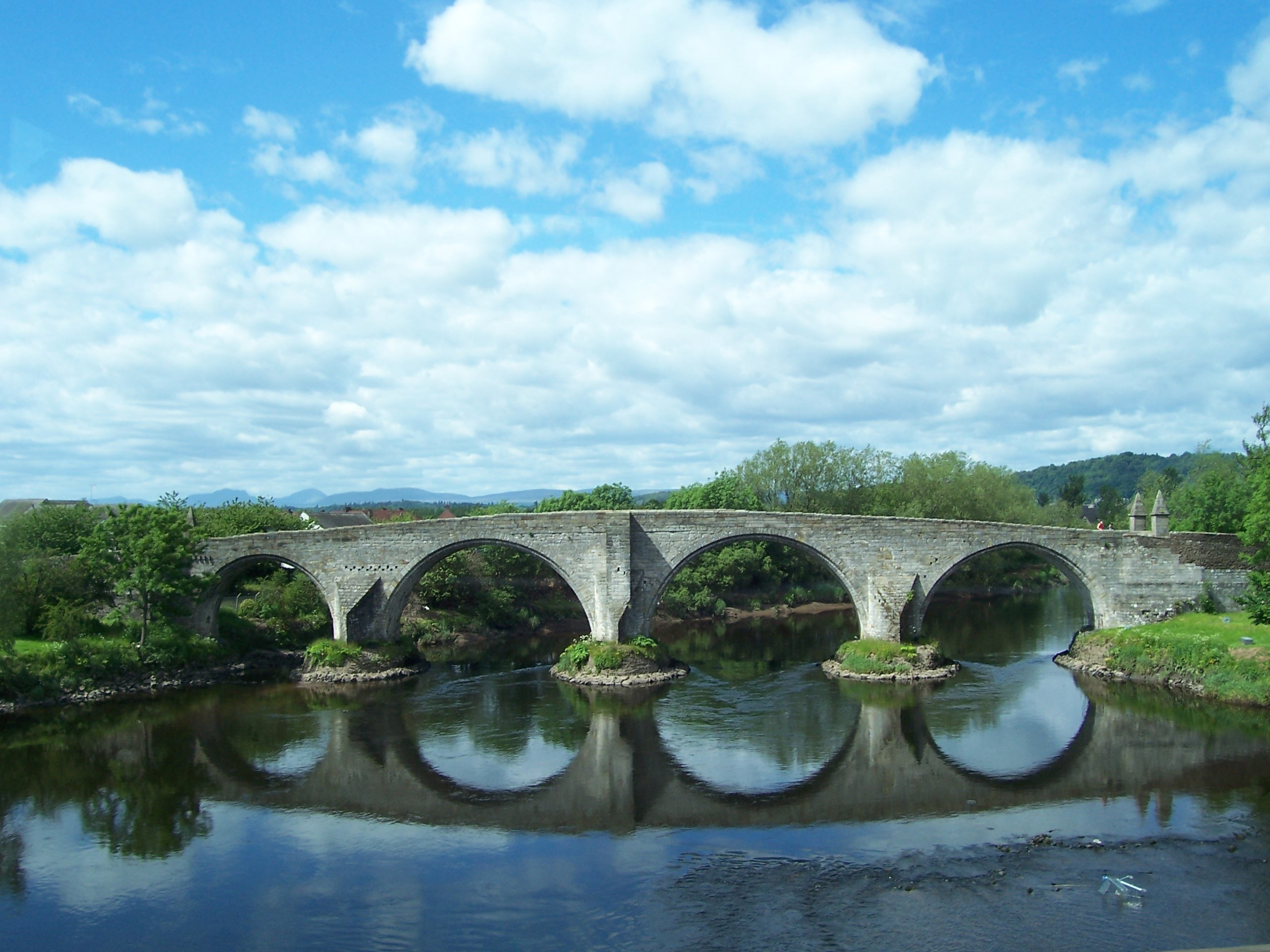
Současná podoba Stirlingského mostu

Hrabě ze Surrey, který s nevelkou jednotkou lučištníků vyčkával jižně od řeky, měl stále silnou pozici. Větší část jeho armády zůstala nedotčená, takže mohl udržet postavení podél řeky Forth, čímž by Skotům znemožnil přechod na jih, ale John de Warenne ztratil odvahu a sebedůvěru. Poté co se sir Marmaduke Thweng statečně probil zpět, přikázal most strhnout a poté nařídil ustoupit směrem k Berwicku. Posádku na hradě Stirling ponechal osamocenou a oblast Lowlands přenechal povstalcům. Když Nejvyšší hofmistr skotského království James Stewart a hrabě z Lennoxu Malcolm I., jejichž oddíly byly součástí armády hraběte ze Surrey, sledovali krveprolití na sever od mostu, raději se stáhli. James Stewart spolu s dalšími skotskými pány pak v zalesněné bažinaté oblasti zvané The Pows přepadl anglický zásobovací trén, přičemž pobili mnoho prchajících vojáků.

## Dozvuky

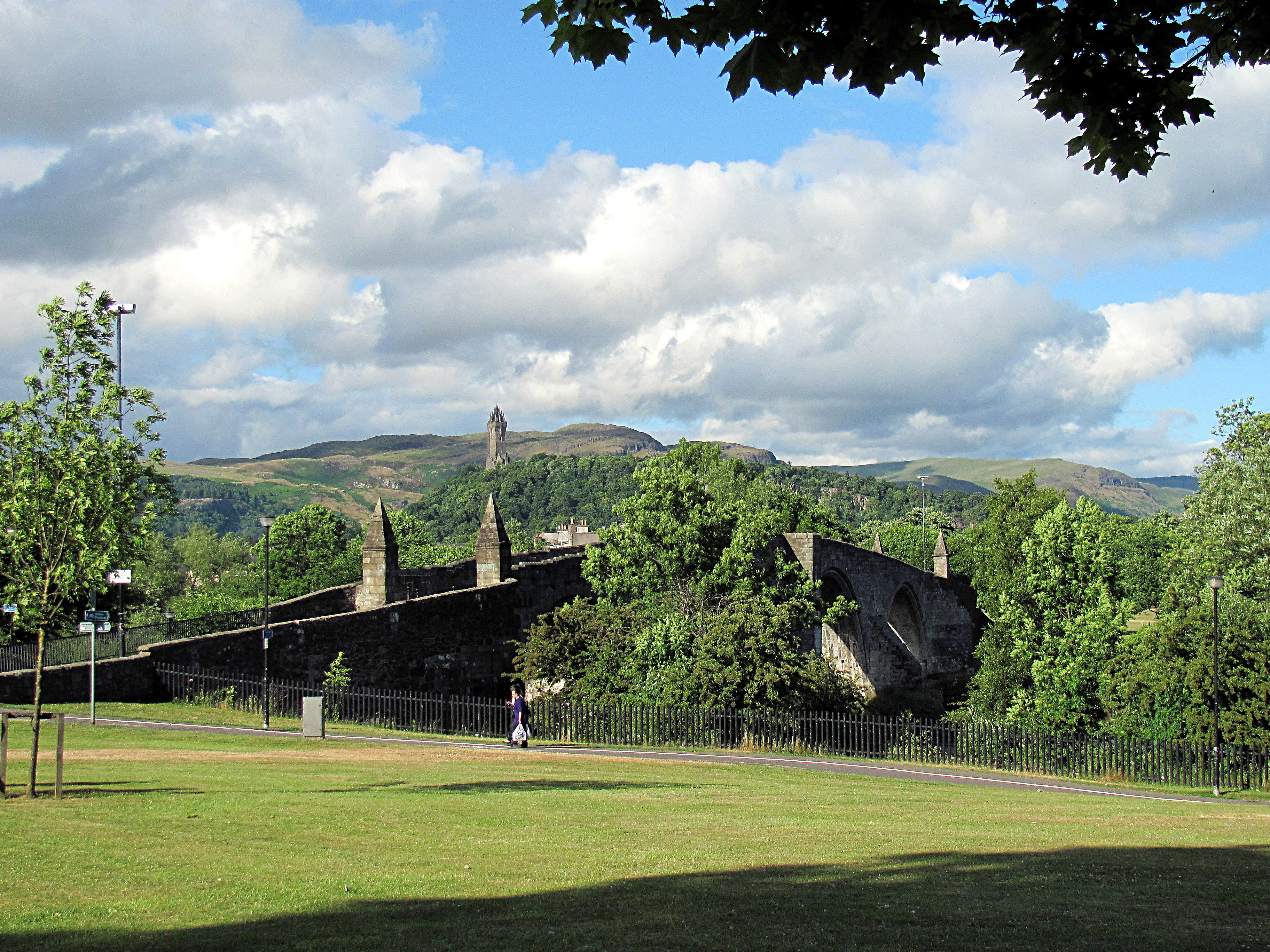
Stirlingský most z jižního břehu řeky Forth s Wallaceovým pomníkem v pozadí

Hrabě ze Surrey opustil svoji armádu a prchl k Berwicku. Hrad Stirling ponechal na starost Williamovi de Warine a siru Marmadukeovi Thwengovi.
Podle soudobého anglického kronikáře Waltera z Guisboroughu činily anglické ztráty v bitvě 100 jezdců a 5000 pěšáků. Skotské ztráty v bitvě nebyly zaznamenány. Výjimkou je baron Andrew Moray, který byl v průběhu bitvy zraněn a svému zranění do začátku prosince podlehl.
Kronikář z Lanercostského převorství zaznamenal, že William Wallace si ponechal široký pruh kůže sira Hugha de Cressinghama „…stažený od hlavy k patě, aby si z něj udělal bandalír pro svůj meč“.
Skotové přešli po vítězné bitvě k nájezdu na severovýchod Anglie a postoupili až k městu Durham.  William Wallace byl jmenován „strážcem Skotského království a velitelem jeho armády“. Eduard I. však již plánoval další vpád do Skotska, který následně vyústil v bitvu u Falkirku.

## Bojiště
Dřevěný Stirlingský most v té době pravděpodobně stál asi 165 metrů výš proti proudu, než dnes stojí kamenný most z 15. století, který vede přes řeku Forth.  Na místě, kde dřevěný most pravděpodobně stával, byly pod vodou  objeveny zbytky čtyř kamenných pilířů umístěných šikmo ke zmíněnému mostu z 15. století. Na jednom z břehů se v linii s pilíři našly pozůstatky kamenických prací. Bojiště se rozkládalo po obou stranách hliněné  hráze, která vedla od úpatí vrchu Abbey Craig, na jehož vrcholu dnes stojí Památník Williama Wallace, k severnímu konci mostu. Roku 2009  bylo území, na němž došlo k bitvě, přidáno na Seznam skotských historických bojišť jako položka BTL 28.
Oblast bývalého bojiště je dnes díky rozvoji města Stirlingu převážně zastavěná. Na místě, kde tábořili Angličané, se dnes rozkládá východní část čtvrti Raploch, zatímco skotské pozice pokrývají domy čtvrti Causewayhead. Oblast, kde pravděpodobně stanuli Angličané poté, co překročili dřevěný Stirlingský most, leží na východ od kamenného mostu, takže v prostoru hlavní oblasti bojů se dnes zřejmě rozprostírá ragbyové hřiště klubu Stirling County RFC v areálu Bridgehaugh Park.